# El molino negro
The Black Windmill (en España: El molino negro) es una película inglesa de 1974, del género suspense, dirigida por Don Siegel y protagonizada por Michael Caine.

## Sinopsis
Un agente secreto británico (Michael Caine), amenazado de muerte, tendrá que actuar por su cuenta cuando unos traficantes de armas sin escrúpulos secuestran a su hijo y piden un desorbitado rescate en diamantes.

## Reparto
- Michael Caine: Mayor John Tarrant
- Donald Pleasence: Cedric Harper
- John Vernon: McKee
- Joss Ackland: Superintendente jefe Wray
- Joseph O'Conor: Sir Edward Julyan
- Janet Suzman: Alix Tarrant
- Delphine Seyrig: Ceil Burrows
- Derek Newark: El policía encargado de las escuchas telefónicas
- Edward Hardwicke: Mike McCarthy
- Clive Revill: Alf Chestermann
- Denis Quilley: Bateson
- Joyce Carey: Srta Monley - Secretaria de Harper
- Preston Lockwood: Ilkeston - El director del banco
- Catherine Schell: Lady Melissa Julyan
- Patrick Barr: General St John
- Paul Humpoletz: Tompkins
- Murray Brown: El médico